# Староскалатська сільська рада
Староска́латська сільська́ ра́да — адміністративно-територіальна одиниця та орган місцевого самоврядування в Підволочиському районі Тернопільської області. Адміністративний центр — село Старий Скалат.

## Загальні відомості
- Територія ради: 2,795 км²
- Населення ради: 2 089 осіб (станом на 2001 рік)

## Населені пункти
Сільській раді підпорядковані населені пункти:
- с. Старий Скалат
- с. Полупанівка

## Склад ради
Рада складається з 20 депутатів та голови.
- Голова ради: Чуй Павло Павлович
- Секретар ради: Дунас Галина Іванівна

### Керівний склад попередніх скликань
| Прізвище, ім'я, по батькові | Основні відомості                                                             | Дата обрання | Дата звільнення |
| --------------------------- | ----------------------------------------------------------------------------- | ------------ | --------------- |
| Гуменюк Олег Тарасович      | Сільський голова, 1963 року народження, член Народного Руху України           | 26.03.2006   | 31.10.2010      |
| Чуй Павло Павлович          | Сільський голова, 1974 року народження, освіта середня загальна, безпартійний | 31.10.2010   |                 |

Примітка: таблиця складена за даними сайту Верховної Ради України

### Депутати
За результатами місцевих виборів 2010 року депутатами ради стали:

#### За суб'єктами висування
| Суб'єкт висування            | Кількість обраних депутатів | %  |
| ---------------------------- | --------------------------- | -- |
| Самовисування                | 19                          | 95 |
| Соціалістична партія України | 1                           | 5  |

#### За округами
| № округу                     | Прізвище, ім'я, по батькові    | Дата визнання обраним | Освіта  | Партійна приналежність | Відомості про обраного депутата                                                               |
| ---------------------------- | ------------------------------ | --------------------- | ------- | ---------------------- | --------------------------------------------------------------------------------------------- |
| Соціалістична партія України |                                |                       |         |                        |                                                                                               |
| 5                            | Сельська Ольга Михайлівна      | 06.11.2010            | вища    | позапартійна           | Скалатська КРЛ, медична сестра                                                                |
| Самовисування                |                                |                       |         |                        |                                                                                               |
| 1                            | Гайдамаха Ольга Ростиславівна  | 06.11.2010            | вища    | позапартійна           | Староскалатська загальноосвітня школа І-ІІІ ст., вчитель                                      |
| 2                            | Гладиш Микола Володимирович    | 06.11.2010            | вища    | позапартійний          | ОПП "Українська служба комерційної безпеки "м. Тернопіль, охоронець                           |
| 3                            | Дунас Галина Іванівна          | 06.11.2010            | вища    | позапартійна           | Староска латська сільська рада, секре тар                                                     |
| 4                            | Гавронський Василь Миколайович | 06.11.2010            | вища    | позапартійний          | Технічний коледж Тернопільського національного технічного університету ім. І. Пулюя, сту дент |
| 6                            | Качор Микола Павлович          | 06.11.2010            | вища    | позапартійний          | приватний підприємець                                                                         |
| 7                            | Василюк Василь Романович       | 06.11.2010            | вища    | позапартійний          | Новосілків ський спиртзавод, слю сар                                                          |
| 8                            | Грабова Богдана Іванівна       | 06.11.2010            | вища    | позапартійна           | тимчасово не працює                                                                           |
| 9                            | Чирик Михайло Петрович         | 06.11.2010            | середня | позапартійний          | тимчасово не працює                                                                           |
| 10                           | Шмагай Андрій Степанович       | 06.11.2010            | середня | позапартійний          | Європейський університет м. Тернопіль, сту дент                                               |
| 11                           | Добенька Тетяна Павлівна       | 06.11.2010            | вища    | позапартійна           | Полупанівська загальноосвітня школа І-ІІ ст., вчитель                                         |
| 12                           | Масна Наталія Михайлівна       | 06.11.2010            | середня | позапартійна           | тимчасово не працює                                                                           |
| 13                           | Бошко Петро Тадейович          | 06.11.2010            | середня | позапартійний          | ОПДПО Підволочи ського РВГУ України, водій                                                    |
| 14                           | Журавель Василь Петрович       | 06.11.2010            | вища    | позапартійний          | ТзОВ"СЕ Борднице-Україна", меха нік                                                           |
| 15                           | Грубер Павло Анатолійович      | 06.11.2010            | вища    | позапартійний          | ТзОВ «Кар'єр Новосілка», робітник                                                             |
| 16                           | Шевчук Олег Мирославович       | 06.11.2010            | вища    | позапартійний          | ТзОВ"Кар'єрНовосілка", робіт ник                                                              |
| 17                           | Гуменюк Василь Володимирович   | 06.11.2010            | вища    | позапартійний          | ТОВ агрофірма"Нива", агро ном                                                                 |
| 18                           | Петрик Павло Федорович         | 06.11.2010            | вища    | позапартійний          | ЗАТ "Шустов-спирт"Новосілка, робіт ник                                                        |
| 19                           | Кравець Марія Петрівна         | 06.11.2010            | вища    | позапартійна           | пенсіонер                                                                                     |
| 20                           | Ковальський Андрій Володими    | 06.11.2010            | середня | позапартійний          | тимчасово не працює                                                                           |